# Solar Barão de Saí
O Solar do Barão de Saí (em grafia arcaizante Solar do Barão do Sahy) é uma construção do século XIX localizada no município de Mangaratiba, no estado do Rio de Janeiro. Foi tombado pelo INEPAC (Instituto Estadual de Patrimônio Artístico e Cultural) devido ao seu valor arquitetônico, cultural e histórico.

## História
O Solar do Barão de Saí foi construído em 1831 e pertenceu ao tenente-coronel Luiz Fernandes Monteiro, o Barão do Saí, conforme documentos históricos da prefeitura de Mangaratiba. Era um fidalgo oriundo da Ilha Grande e construiu uma grande fortuna através das plantações de café em suas fazendas Bananal e Praia Grande.
Em 1857, hospedou o imperador D. Pedro II quando este fez uma visita a Mangaratiba.

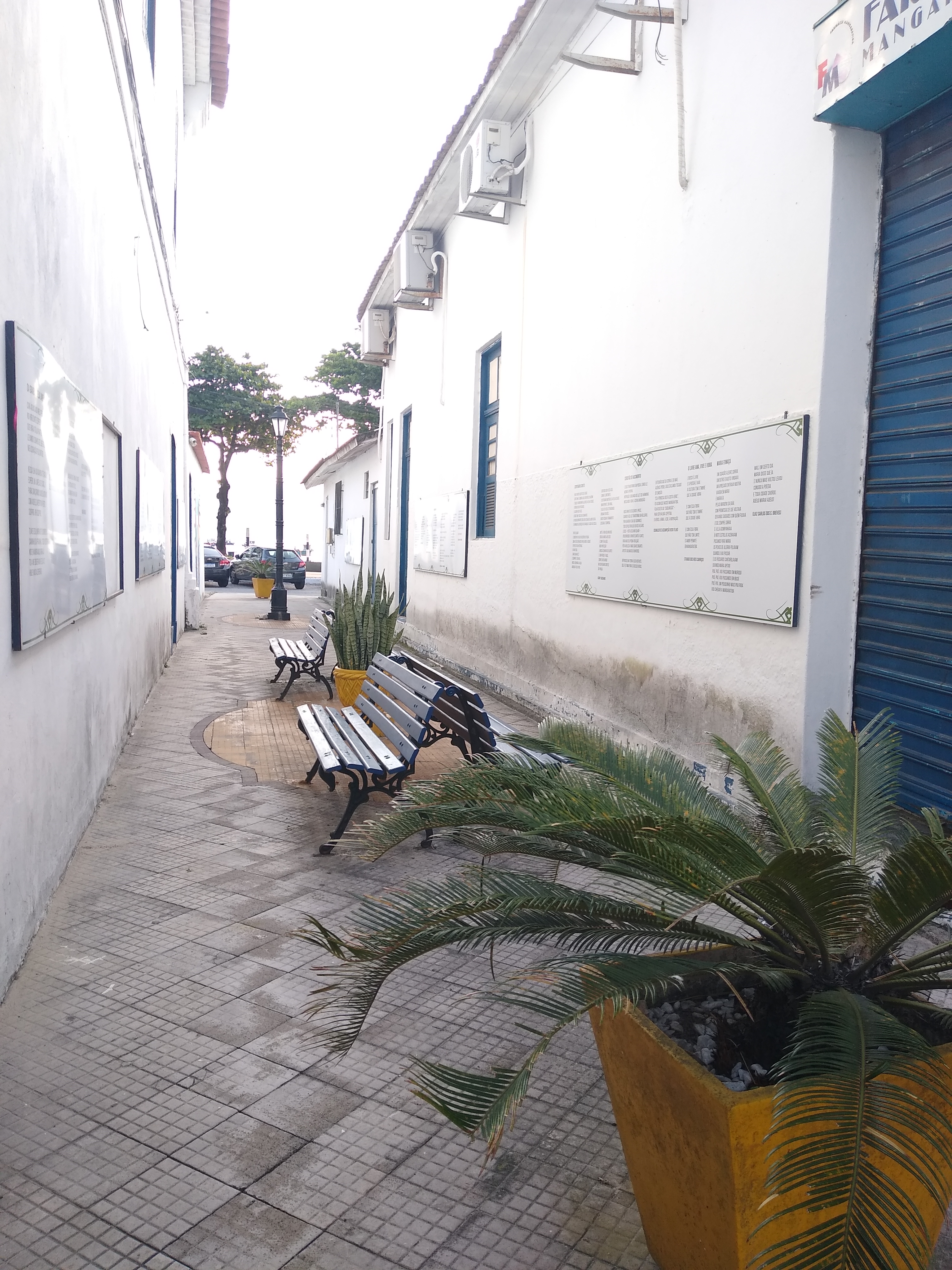
Beco Lateral - Solar Barão do Saí

À época da construção do solar, Mangaratiba vivia o seu apogeu. Porém este durou pouco, a inauguração da estrada de ferro reduziu a importância do porto, uma vez que a produção passou a ser escoada pelo trem em vez do transporte marítimo. A abolição da escravatura também foi outro ponto decisivo para a decadência de Mangaratiba. Fazendeiros como o Barão de Saí, que possuía muitos escravos e dependia da sua mão de obra, repentinamente vivenciaram um êxodo em massa.
Após o falecimento do Barão em 1872, a propriedade foi herdada por sua esposa, Jacinta Feliciana do Nascimento. Quando ela veio a falecer, quatro anos mais tarde, todos os bens do casal, o Barão e Baronesa de Saí, foram herdados pelos seus sobrinhos, pois o casal não possuía filhos.
Em 1990, foi tombado pelo INEPAC.
Ao lado do solar, existe um pequeno beco que foi transformado em ponto cultural e também se transformou em uma atração turística. Administrado pelo Museu Municipal de Mangaratiba, está vinculado à Fundação Mário Peixoto e foi denominado Beco da Poesia, em homenagem aos poetas brasileiros.

## Arquitetura
O Solar do Barão de Saí possui estilo neoclássico. À época do Barão, todas as peças foram importadas.